# Thomas Glasauer
Thomas Glasauer (* 22. September 1972 in Heidelberg) ist ein deutscher Basketballtrainer und -spieler. Er war Jugendnationalspieler und bestritt einen Einsatz in der Basketball-Bundesliga. Als Trainer war er unter anderem bei den Paderborn Baskets in der 2. Bundesliga ProA tätig.

## Laufbahn
Der Sohn von Günter und Waltraud Glasauer wuchs in Speyer auf. 1989 nahm er mit der deutschen Juniorennationalmannschaft an der Kadetteneuropameisterschaft in Spanien teil und erzielte im Turnierverlauf im Schnitt 7,4 Punkte für die Auswahl des Deutschen Basketball Bundes. Er spielte für den TSV Speyer in der 2. Basketball-Bundesliga und lief im weiteren Verlauf auch für DJK Würzburg (gehörte zur Aufstiegsmannschaft der Saison 1997/98 um Dirk Nowitzki, Demond Greene und Robert Garrett), den SC Heuchelhof und den TSV Ansbach in dieser Spielklasse auf. In der Saison 2000/01 bestritt er einen Einsatz für die Würzburger Mannschaft in der Basketball-Bundesliga.
Wie sein Vater schlug Glasauer, der an der Julius-Maximilians-Universität Würzburg ein Betriebswirtschaftsstudium bestritt und mit der Basketball-Auswahl der Uni deutscher Hochschulmeister wurde, eine Trainerlaufbahn ein und gehörte von 1997 bis 2005 als Co-Trainer zum Stab der Würzburger, die meiste Zeit davon in der ersten Liga. Darüber hinaus übernahm er Aufgaben im Jugendbereich. 2005 wechselte er zum Oldenburger TB und wurde dort Cheftrainer der Herrenmannschaft in der 1. Regionalliga sowie der U19-Mannschaft in der Nachwuchs-Basketball-Bundesliga und Leiter der Nachwuchsabteilung. 2010 verließ er Oldenburg und wechselte ins Nachwuchsnetzwerk der Paderborn Baskets. Glasauer wurde hauptamtlicher Nachwuchstrainer der Paderborner und fungierte als Cheftrainer der Regionalliga-Herrenmannschaft des TV Salzkotten, in der Paderborner Talente an höhere Aufgaben herangeführt wurden. Bereits im November 2010 wurde er zum Cheftrainer der Paderborn Baskets in der 2. Bundesliga ProA befördert, nachdem sich der Verein aufgrund einer Niederlagenserie von Artur Gacaev getrennt hatte. Ende Januar 2013 wurde Glasauer in Paderborn entlassen, da die Mannschaft den Klassenverbleib zu verpassen drohte.
Glasauer trainierte im Spieljahr 2013/14 den TV 1862 Langen in der 2. Bundesliga ProB, zur Saison 2014/15 trat er das Traineramt beim luxemburgischen Erstligisten AB Contern an. Anfang Dezember 2014 trennte sich der Verein nach einer Negativserie von lediglich einem Sieg aus elf Partien von Glasauer. Anschließend zog er sich aus dem Profibereich zurück und ließ sich mit seiner Familie nahe Oldenburg nieder. 2015 übernahm er das Traineramt bei der Herrenmannschaft des Bürgerfelder TB in der 2. Regionalliga. In der Sommerpause 2019 wurde er neuer Cheftrainer des Damen-Zweitligisten Qool Sharks Würzburg. Im Sommer 2021 übernahm Glasauer das Traineramt bei der Ausbildungsmannschaft des Bundesligisten S.Oliver Würzburg in der Regionalliga. Er wurde bei der TG Würzburg zudem als Jugendtrainer tätig.